# Lingua cherokee
La lingua cherokee (pronuncia italiana: /ce·ro·chì/; nome nativo ᏣᎳᎩ, Tsalagi, appross. /cia·la·ghì/) è una lingua irochese parlata dal popolo cherokee. È la sola lingua irochese meridionale ancora parlata.

## Distribuzione geografica
Secondo l'edizione 2009 di Ethnologue, nel 2000 sono stati censiti 16.400 locutori di cherokee, stanziati in Oklahoma e nella riserva cherokee nelle Great Smoky Mountains, in Carolina del Nord.

## Fonologia
Il cherokee possiede una sola consonante labiale, /m/, che è relativamente nuova per la lingua, a meno che non si conti la w cherokee (/ɰ/) come labiale anziché come velare.

### Vocali
|            | Anteriori | Centrali | Posteriori |
| ---------- | --------- | -------- | ---------- |
| Chiuse     | i         |          | u          |
| Semichiuse | e         | ə̃        | o          |
| Aperte     |           | a        |            |

Il cherokee possiede un solo dittongo nativo della lingua:
- ai  /aj/

Eccezioni includono gli usi moderni di Oklahoma di parole straniere tipo "automobile," con i suoni /ɔ/ e /b/ dell'inglese.

### Consonanti
|               | Labiale | Alveolare | Palatale | Velare | Glottale |
| ------------- | ------- | --------- | -------- | ------ | -------- |
| Occlusive     |         | t         |          | k      | ʔ        |
| Affricate     |         | ʦ         |          |        |          |
| Fricative     |         | s         |          |        | h        |
| Nasali        | m       | n         |          |        |          |
| Approssimanti |         |           | j        | ɰ      |          |
| Laterali      |         | l         |          |        |          |

### Tono
Il cherokee possiede un sistema tonale robusto in cui i toni possono essere combinati in vari modi, a seconda delle sottili e complesse regole tonali varianti da comunità a comunità.
Nonostante il sistema tonale stia subendo una graduale semplificazione in molte aree (senza alcun dubbio a causa del sempre più frequente declino del cherokee allo stato di seconda lingua), esso rimane estremamente importante nel significato e continua ad essere utilizzato da molti, soprattutto tra i locutori più vecchi. Bisogna tener conto che il sillabario normalmente non illustra il tono e che le discrepanze reali di significato sono rare all'interno della comunità di locutori nativi di cherokee. Lo stesso vale per la traslitterazione del cherokee ("osiyo," "dohitsu," ecc.), che solo raramente è accompagnata da indicatori di tono, tranne che nei dizionari. I parlanti nativi possono distinguere dal contesto la differenza di tono tra le parole.

## Grammatica
Il cherokee, come la maggior parte delle lingue native americane, è polisintetica, ovverossia un'unica parola può equivalere ad una intera frase italiana, avendo al suo interno morfemi nominali, aggettivali, verbali (più altre particelle come le preposizioni, i prefissi e i suffissi). I verbi cherokee, che costituiscono i tipi di parole più importanti, devono contenere come minimo un prefisso pronominale, una radice verbale, un suffisso temporale ed uno modale. Per esempio, la forma verbale ge:ga, "sto andando," possiede ognuno di questi elementi. Il prefisso pronominale è g-, che indica la prima persona singolare. La radice verbale è -e, "andare." Il suffisso temporale che questo verbo impiega per indicare il tempo presente è -g-. Il suffisso modale del presente per i verbi regolari in cherokee è -a. I verbi possono anche avere prefissi prepronominali, prefissi riflessivi e suffissi derivativi. Tenendo conto di tutte le possibili combinazioni degli affissi, ogni verbo regolare può avere 21.262 forme flesse.
I prefissi possono cambiare dipendendo dal verbo in parole tipo: aquaduliha (io voglio) e tsiwoniha (io parlo).  Il prefisso "g" cambia in "aqu" per l'uno e "ts" per l'altro.

## Sistema di scrittura

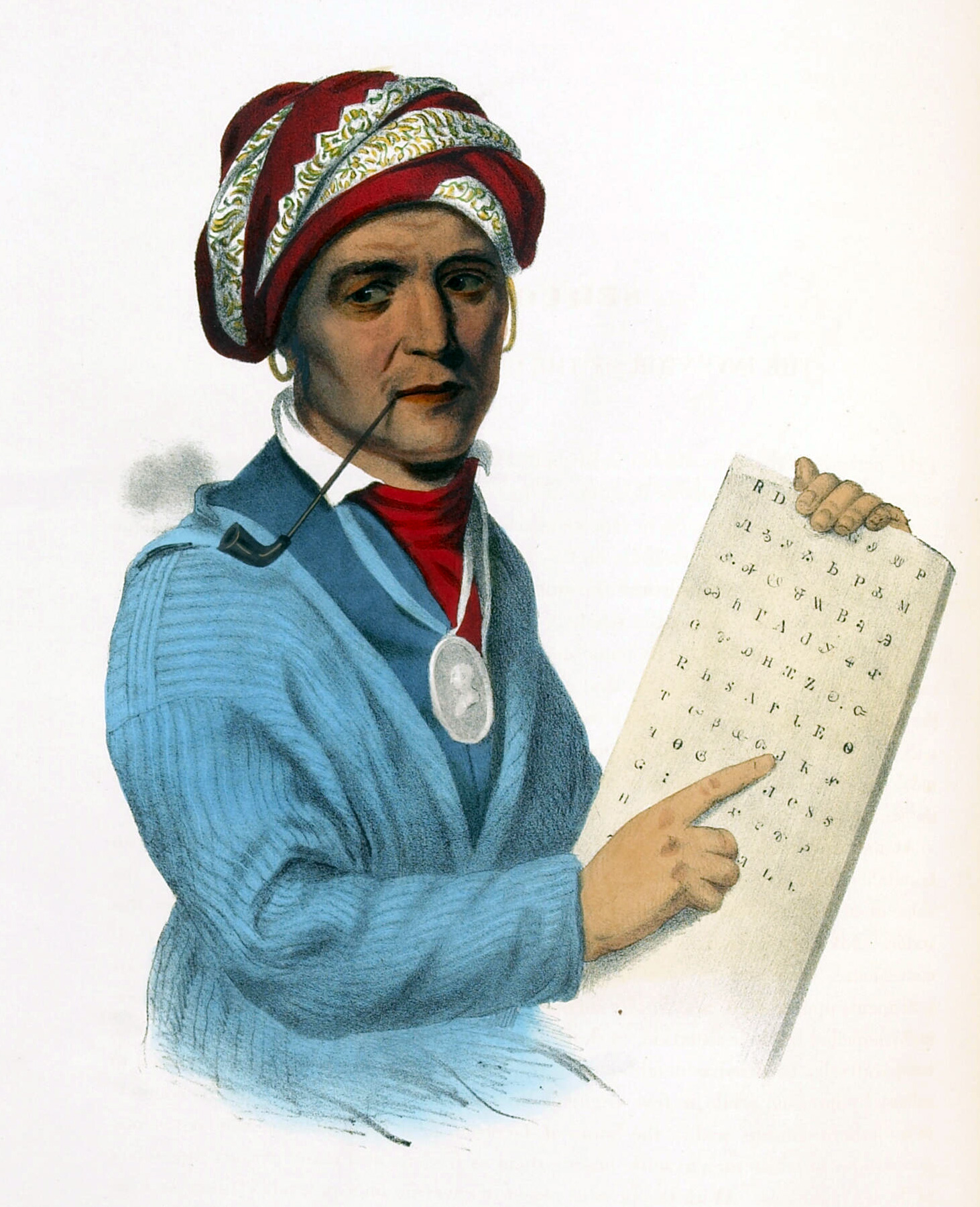
Sequoyah

Il cherokee viene scritto con un sillabario inventato da Sequoyah (conosciuto anche come George Guess), un nativo americano Cherokee (1770 circa - 1843). In questo sistema di scrittura ogni simbolo rappresenta una sillaba anziché un singolo fonema. In lingua italiana un sistema simile risulterebbe troppo difficoltoso da sviluppare poiché il numero delle sillabe (alcune migliaia) renderebbe troppo complesso l'uso di un sillabario. In cherokee, tuttavia, gli 85 caratteri del sillabario sono sufficienti ad esprimere tutti i suoni della lingua e forniscono un metodo adatto per la scrittura.
Alcuni simboli somigliano alle lettere dell'alfabeto latino, ma i loro suoni sono completamente diversi (per esempio il carattere per la lettera "a" somiglia alla D latina). Questo è dovuto al fatto che Sequoya aveva visto la scrittura inglese, ma non sapendo leggerla aveva reinterpretato in maniera personale l'alfabeto latino; in tutti i casi noti in cui una persona inventa una scrittura dopo aver visto la scrittura fonetica, senza sapere come scriverla, i risultati sono stati dei sillabari.
| Vocali → Consonanti ↓ | a [a]~[ə] | a [a]~[ə] | a [a]~[ə] | e [e]~[ɛ] | e [e]~[ɛ] | i [i]~[ɪ] | i [i]~[ɪ] | o [o]~[ɔ] | u [u]~[ʊ] | v [ə̃]  |
| --------------------- | --------- | --------- | --------- | --------- | --------- | --------- | --------- | --------- | --------- | ------ |
| —                     | Ꭰꭰ a      | Ꭰꭰ a      | Ꭰꭰ a      | Ꭱꭱ e      | Ꭱꭱ e      | Ꭲꭲ i      | Ꭲꭲ i      | Ꭳꭳ o      | Ꭴꭴ u      | Ꭵꭵ v   |
| g [ɡ]                 | Ꭶꭶ ga     | Ꭷꭷ ka     | Ꭷꭷ ka     | Ꭸꭸ ge     | Ꭸꭸ ge     | Ꭹꭹ gi     | Ꭹꭹ gi     | Ꭺꭺ go     | Ꭻꭻ gu     | Ꭼꭼ gv  |
| h [h]                 | Ꭽꭽ ha     | Ꭽꭽ ha     | Ꭽꭽ ha     | Ꭾꭾ he     | Ꭾꭾ he     | Ꭿꭿ hi     | Ꭿꭿ hi     | Ꮀꮀ ho     | Ꮁꮁ hu     | Ꮂꮂ hv  |
| l [l]                 | Ꮃꮃ la     | Ꮃꮃ la     | Ꮃꮃ la     | Ꮄꮄ le     | Ꮄꮄ le     | Ꮅꮅ li     | Ꮅꮅ li     | Ꮆꮆ lo     | Ꮇꮇ lu     | Ꮈꮈ lv  |
| m [m]                 | Ꮉꮉ ma     | Ꮉꮉ ma     | Ꮉꮉ ma     | Ꮊꮊ me     | Ꮊꮊ me     | Ꮋꮋ mi     | Ꮋꮋ mi     | Ꮌꮌ mo     | Ꮍꮍ mu     |        |
| n [n]                 | Ꮎꮎ na     | Ꮐꮐ nah    | Ꮏꮏ hna    | Ꮑꮑ ne     | Ꮑꮑ ne     | Ꮒꮒ ni     | Ꮒꮒ ni     | Ꮓꮓ no     | Ꮔꮔ nu     | Ꮕꮕ nv  |
| qu [kʰw]              | Ꮖꮖ qua    | Ꮖꮖ qua    | Ꮖꮖ qua    | Ꮗꮗ que    | Ꮗꮗ que    | Ꮘꮘ qui    | Ꮘꮘ qui    | Ꮙꮙ quo    | Ꮚꮚ quu    | Ꮛꮛ quv |
| s [s]                 | Ꮝꮝ s      | Ꮜꮜ sa     | Ꮜꮜ sa     | Ꮞꮞ se     | Ꮞꮞ se     | Ꮟꮟ si     | Ꮟꮟ si     | Ꮠꮠ so     | Ꮡꮡ su     | Ꮢꮢ sv  |
| d/t [d]/[t]           | Ꮣꮣ da     | Ꮤꮤ ta     | Ꮤꮤ ta     | Ꮥꮥ de     | Ꮦꮦ te     | Ꮧꮧ di     | Ꮨꮨ ti     | Ꮩꮩ do     | Ꮪꮪ du     | Ꮫꮫ dv  |
| tl [t͡ɬ]               | Ꮬꮬ dla    | Ꮭꮭ tla    | Ꮭꮭ tla    | Ꮮꮮ tle    | Ꮮꮮ tle    | Ꮯꮯ tli    | Ꮯꮯ tli    | Ꮰꮰ tlo    | Ꮱꮱ tlu    | Ꮲꮲ tlv |
| ts [t͡s]~[d͡ʒ]          | Ꮳꮳ tsa    | Ꮳꮳ tsa    | Ꮳꮳ tsa    | Ꮴꮴ tse    | Ꮴꮴ tse    | Ꮵꮵ tsi    | Ꮵꮵ tsi    | Ꮶꮶ tso    | Ꮷꮷ tsu    | Ꮸꮸ tsv |
| w [ɰ]                 | Ꮹꮹ wa     | Ꮹꮹ wa     | Ꮹꮹ wa     | Ꮺꮺ we     | Ꮺꮺ we     | Ꮻꮻ wi     | Ꮻꮻ wi     | Ꮼꮼ wo     | Ꮽꮽ wu     | Ꮾꮾ wv  |
| y [j]                 | Ꮿꮿ ya     | Ꮿꮿ ya     | Ꮿꮿ ya     | Ᏸᏸ ye     | Ᏸᏸ ye     | Ᏹᏹ yi     | Ᏹᏹ yi     | Ᏺᏺ yo     | Ᏻᏻ yu     | Ᏼᏼ yv  |

### Rappresentazione al computer
Il cherokee è rappresentato in Unicode con i caratteri compresi tra U+13A0 e U+13FD e tra U+AB70 e U+ABFF.
|     | 0 | 1 | 2 | 3 | 4 | 5 | 6 | 7 | 8 | 9 | A | B | C | D | E | F |
| --- | - | - | - | - | - | - | - | - | - | - | - | - | - | - | - | - |
| 13A | Ꭰ | Ꭱ | Ꭲ | Ꭳ | Ꭴ | Ꭵ | Ꭶ | Ꭷ | Ꭸ | Ꭹ | Ꭺ | Ꭻ | Ꭼ | Ꭽ | Ꭾ | Ꭿ |
| 13B | Ꮀ | Ꮁ | Ꮂ | Ꮃ | Ꮄ | Ꮅ | Ꮆ | Ꮇ | Ꮈ | Ꮉ | Ꮊ | Ꮋ | Ꮌ | Ꮍ | Ꮎ | Ꮏ |
| 13C | Ꮐ | Ꮑ | Ꮒ | Ꮓ | Ꮔ | Ꮕ | Ꮖ | Ꮗ | Ꮘ | Ꮙ | Ꮚ | Ꮛ | Ꮜ | Ꮝ | Ꮞ | Ꮟ |
| 13D | Ꮠ | Ꮡ | Ꮢ | Ꮣ | Ꮤ | Ꮥ | Ꮦ | Ꮧ | Ꮨ | Ꮩ | Ꮪ | Ꮫ | Ꮬ | Ꮭ | Ꮮ | Ꮯ |
| 13E | Ꮰ | Ꮱ | Ꮲ | Ꮳ | Ꮴ | Ꮵ | Ꮶ | Ꮷ | Ꮸ | Ꮹ | Ꮺ | Ꮻ | Ꮼ | Ꮽ | Ꮾ | Ꮿ |
| 13F | Ᏸ | Ᏹ | Ᏺ | Ᏻ | Ᏼ | Ᏽ |   |   | ᏸ | ᏹ | ᏺ | ᏻ | ᏼ | ᏽ |   |   |

|     | 0 | 1 | 2 | 3 | 4 | 5 | 6 | 7 | 8 | 9 | A | B | C | D | E | F |
| --- | - | - | - | - | - | - | - | - | - | - | - | - | - | - | - | - |
| AB7 | ꭰ | ꭱ | ꭲ | ꭳ | ꭴ | ꭵ | ꭶ | ꭷ | ꭸ | ꭹ | ꭺ | ꭻ | ꭼ | ꭽ | ꭾ | ꭿ |
| AB8 | ꮀ | ꮁ | ꮂ | ꮃ | ꮄ | ꮅ | ꮆ | ꮇ | ꮈ | ꮉ | ꮊ | ꮋ | ꮌ | ꮍ | ꮎ | ꮏ |
| AB9 | ꮐ | ꮑ | ꮒ | ꮓ | ꮔ | ꮕ | ꮖ | ꮗ | ꮘ | ꮙ | ꮚ | ꮛ | ꮜ | ꮝ | ꮞ | ꮟ |
| ABA | ꮠ | ꮡ | ꮢ | ꮣ | ꮤ | ꮥ | ꮦ | ꮧ | ꮨ | ꮩ | ꮪ | ꮫ | ꮬ | ꮭ | ꮮ | ꮯ |
| ABB | ꮰ | ꮱ | ꮲ | ꮳ | ꮴ | ꮵ | ꮶ | ꮷ | ꮸ | ꮹ | ꮺ | ꮻ | ꮼ | ꮽ | ꮾ | ꮿ |

Sui sistemi macOS è presente un solo font cherokee, dalla versione 10.3 (Panther) e successive. Il cherokee è inoltre supportato da font gratuiti scaricabili dal sito internet languagegeek.com, e da font shareware Code2000 ed Everson Mono.